# Matka Boża z Guadalupe
Matka Boża z Guadalupe – katolicki tytuł Marii z Nazaretu, która objawiła się Aztekowi św. Juanowi Diego Cuauhtlatoatzinowi na wzgórzu Tepeyac, obecnie w granicach miasta Meksyk. Jak głoszą przekazy, w ostatnim dniu objawień, 12 grudnia 1531 roku doszło do powstania obrazu Matki Bożej z Guadalupe. Jest to najstarsze objawienie maryjne oficjalnie uznane przez Kościół katolicki.
Od 1999 „Najświętsza Maryja Panna z Guadalupe” czczona jako Patronka obu Ameryk. Wspomnienie liturgiczne Najświętszej Maryi Panny z Guadalupe w Kościele Katolickim przypada 12 grudnia.

## Nazwa objawienia
Nazwa Matka Boża z Guadalupe pochodzi prawdopodobnie od określenia coatlaxopueh, które w języku nahuatl oznacza „[kogoś kto] depcze węża”. Zwolennicy tej interpretacji uważają, że określenie takie byłoby właściwe w ustach przemawiającej w języku nahuatl postaci, która zastępowała Quetzalcoatla (Pierzastego Węża) i innych bogów Azteków (choć wskazywane są też inne podobnie brzmiące określenia w języku nahuatl). Możliwe także, że świątynię poświęcono pierwotnie Matce Bożej z Guadalupe w hiszpańskiej Estremadurze – wówczas określenie to miałoby po części korzenie arabskie i mogło oznaczać „Wilczą Dolinę” (lub „Wilczą Rzekę”) albo „Rzekę Miłości”.

## Objawienie
Opis objawienia z 1531 został zawarty w dziele Nican Mopohua autorstwa Antonio Valeriano. Tekst ten powstał w połowie XVI w. Według Nican Mopohua, biskup Juan de Zumárraga nie dowierzając relacjom Juana Diego o ukazaniu się mu Maryi na wzgórzu Tepeyac oraz jej życzeniu, by na nim została zbudowana świątynia ku jej czci, domagał się przekonującego dowodu potwierdzającego prawdziwość jego relacji. Maryja przyjęła to wyzwanie i poleciła Diego przyjść następnego dnia, wspiąć się na wzgórze i zerwać kwitnące tam kwiaty. Kiedy ten to uczynił, Maryja sama ułożyła te kwiaty w wiązankę i ukrytą pod osłoną tilmy poleciła mu zanieść ją do biskupa. Kiedy Juan Diego zjawił się w rezydencji biskupa i odsłonił tilmę, kwiaty wypadły na podłogę, a na tilmie biskup ujrzał niezwykły obraz Maryi, przed którym upadł na kolana i ze łzami skruchy przepraszał Maryję za swe niedowierzanie.
Świadkami tego wydarzenia mieli być także tłumacz biskupa, Juan Ganzalez, oraz biskup Santo Domingo Ramirez y Fuenleal, jako gość biskupa Zumarragi. Wizerunek ten zobaczyli także wszyscy obecni w rezydencji biskupa. Wkrótce dowiedzieli się o tym niezwykłym wydarzeniu mieszkańcy miasta, a z biegiem czasu coraz szersze rzesze Indian. Biskup zatrzymał ten wizerunek na tilmie u siebie w kaplicy domowej, a w kilkanaście dni potem, w uroczystej procesji przeniósł go 26 grudnia do kaplicy wybudowanej w pobliżu wzgórza Tepeyac, spełniając życzenie Maryi.

## Obraz

### Opis
Wykonany na płótnie z agawy wizerunek o wymiarach 195 × 105 cm przedstawia Maryję w postawie stojącej. Ubrana jest w tunikę koloru różowego, spiętą pod szyją broszką, przepasana szarfą w talii i przyozdobiona kwiatami. Okryta jest ponadto płaszczem w kolorze błękitnym, ozdobionym gwiazdami (przedstawiające konstelację z grudnia 1531 roku). Według niektórych interpretacji obraz jest skierowany do rdzennej ludności Meksyku poprzez uchwycenie obrazowego języka religii przedchrześcijańskiej.

### Badania obrazu w podczerwieni dr Philipa Callahana
G. Gordon Henderson, SJ w tekście The Apparition of Our Lady of Guadalupe: The Image, The Origin of the Pilgrimage przywołuje następujące wnioski wyciągnięte przez dr Philipa Callahana w książce The tilma under infra-red radiation:(...) powstałej w wyniku badań obrazu w podczerwieni:
- Jeśli chodzi o oryginalną postać na obrazie, to w ramach jego badań w podczerwieni nie ma sposobu na wyjaśnienie ani rodzaju użytych pigmentów, ani utrzymania się jasności kolorów, ani niepęknięcia i niewyblaknięcia włókien agawy
- W pewnym czasie po powstaniu oryginalnego obrazu został dodany księżyc i frędzle przez ludzką rękę prawdopodobnie z przyczyn symbolicznych, ponieważ księżyc był ważny dla hiszpańskich Maurów i azteckiej mitologii
- Później, prawdopodobnie w XVII wieku do obrazu zostały dodane ludzką ręką złote i czarne ozdoby, anioł, aztecki szlafrok, rozbłysk słońca, gwiazdy i tło przekazując hiszpańsko-gotyckie motywy do obrazu. Najprawdopodobniej płótno zostało zamontowane wtedy na solidnym podłożu. Mało prawdopodobne, aby Juan Diego mógł wnieść usztywniony obraz na tkaninie do pałacu biskupa. Dlatego oryginałem musiała być prosta postać na tkaninie.
- W czasie wielkiej powodzi w 1629 obraz został zabrany kajakiem do katedry w Meksyku. W opinii dr Callahana między rokiem zabrania a rokiem powrotu, tj. od 1629 do 1634 obraz został dwukrotnie złożony w trzy części, powodując powstanie podwójnych zagięć w dolnej i górnej części obrazu.

Z kolei G. Gordon Henderson przywołując te konkluzje, stwierdza, że najprawdopodobniej dół i krawędzie płótna zostały uszkodzone przez wodę, a wszystkie te dodatki miały przykryć uszkodzenia, podobnie jak było to z Całunem Turyńskim. Wszystkie te elementy zostały dodane w latach 1629–1634 lub po roku 1634; ponieważ nie ma linii zagięć w tle obrazu.
- Bez pobrania próbek koloru nie da się ustalić rodzaju oryginalnego pigmentu użytego do stworzenia obrazu. Nawet po ich pobraniu może to okazać się niemożliwe.

### Argumenty za nadnaturalnością
Pierwsze badania tkaniny zostały przeprowadzone w 1936 przez Richarda Kuhna, laureata Nagrody Nobla w 1938 w dziedzinie chemii. Stwierdził on, że „przeanalizowane włókna nie zawierają barwników roślinnych, zwierzęcych ani mineralnych”. W 1946 wykonano badania mikroskopowe obrazu. Na ich podstawie nie stwierdzono podpisu, wstępnego szkicu ani nawet śladów pędzla. Analizy przeprowadzone w 1954 i 1963 przez Francisco Camps Ribera nie wykazały „śladów pędzla ani świadectw, by tkanina została zagruntowana”. Według badaczy prowadzących dalsze ekspertyzy, w źrenicach Matki Bożej występuje zjawisko potrójnego odbicia, właściwe jedynie źrenicom organizmów żywych, a krzywizna wizerunków postaci w obu oczach (przy 2500-krotnym powiększeniu dostrzeżono ich 12) odpowiada krzywiźnie rogówki. Obraz określany jest mianem „nieustającego cudu” z racji przekonania, że indiańskie płótno z agawy, na którym powstał obraz, jest w stanie przetrwać najwyżej 20 lat. Po tym czasie ulega biodegradacji. Natomiast obraz pochodzi co najmniej z 1556. Istnieje także pośrednie pisemne źródło mogące świadczyć o objawieniu maryjnym. Biskup Zumárragi w liście datowanym przez historyków na grudzień 1531, napisał: „Nowiny już rozgłosiłem, wysłałem posłańca do Cuernavaca, Indianina do Brata Toribio; przygotowuję uroczystości… Jakież to będzie wspaniałe! Radość wszystkich jest nie do opisania. Powiedz Wasza Miłość, Markizie, że ostatecznie chcę poświęcić moją katedrę Niepokalanemu Poczęciu, ponieważ to właśnie w czasie trwania tego święta Bóg i Jego Błogosławiona Matka raczyli obdarzyć tę ziemię, którą Wasza Miłość zdobyłeś, tak wielką łaską. Tyle na razie. Przepełniony radością biskup elekt”. O pochodzeniu obrazu z 1531 świadczy również miniaturka obrazu w tzw. Kodeksie Saville.

### Argumenty za naturalnością
Konserwator zabytków, José Sol Rosales, po przeprowadzeniu badań stwierdził: „nie jest on [obraz] wynikiem cudu, lecz został namalowany ręką ludzką z użyciem standardowych materiałów i techniki charakterystycznej dla okresu, w którym powstał”. W 1999 roku Leoncio Garza-Valdes przeprowadził badanie, w czasie którego wskazał na istnienie trzech obrazów nałożonych na siebie. Ostatni z nich miał pochodzić z 1895 roku, a inny mieć niewyraźną datę i podpis. Zostały wtedy także ukazane retusze maskujące ubytki farby oraz ślady pędzla, jednak tylko przy księżycu, złoceniu i czole, gdzie kiedyś była korona. Stwierdził, że obraz został wykonany na zagruntowanym płótnie, wbrew przekonaniu, że odbił się na surowej tkaninie, choć inni badacze, jak Philip Callahan, biofizyk i konsultant NASA oraz specjalista w prześwietlaniu w infraczerwieni, który także badał tkaninę, sprzeciwia się temu. Rosales uważał, że podważył koronny argument na jego cudowne pochodzenie, wedle którego w źrenicach Matki Boskiej dostrzec można klęczącą postać Juana Diego: „przy zastosowaniu dużych powiększeń obraz rozpada się na mnóstwo bezładnych punktów, które można interpretować wedle uznania, a przy odrobinie wyobraźni można w źrenicach la Virgen [czyli Maryi] dopatrzyć się 30 postaci”.

## Bazylika Matki Bożej z Guadalupe

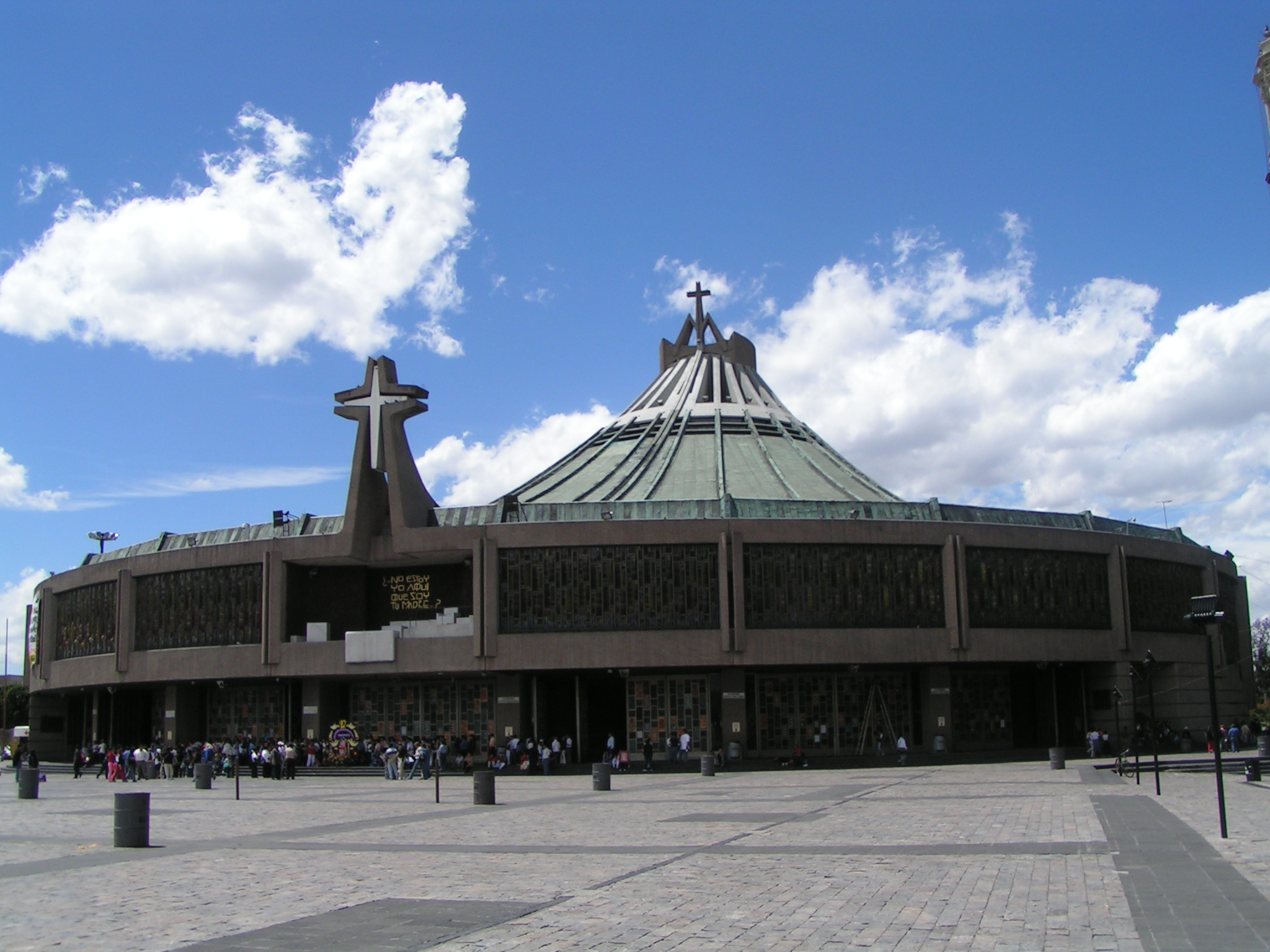
Bazylika Matki Bożej z Guadalupe.

Pierwszy kościół, który zbudowano na pamiątkę objawienia, był skromny. Wykonano go z cegły suszonej na słońcu. Ze względu jednak na tłumy pielgrzymów, kościół kilkakrotnie przebudowywano i powiększono w kolejnych stuleciach. Ostatniej przebudowy dokonano w 1895 roku. Obecna bazylika ma cztery wieże i 40-metrową kopułę. W środku masywne korynckie kolumny podtrzymujące dach. Do wykonania balustrad przy ołtarzu i innych ozdób zużyto 62 tony srebra. Aż do lat siedemdziesiątych XX wieku znajdował się tu złoty relikwiarz, zawierający płaszcz Juana Diego. Relikwiarz stał na wysokim ołtarzu z marmuru i brązu, za nim znajdował się posąg klęczącego Juana Diego. W święta na głowę Matki Boskiej wkładano koronę wysadzaną klejnotami. Nowa bazylika została poświęcona w 1974 r. Bazylika Matki Bożej z Guadalupe jest aktualnie największym sanktuarium maryjnym na świecie – rocznie przybywa do Meksyku 12 milionów pielgrzymów. Dla porównania – kolejnymi co do wielkości ruchu pielgrzymkowego sanktuariami są: Lourdes – 6 mln, Fátima – 5 mln, Jasna Góra w Częstochowie – 4 mln pielgrzymów rocznie.

## Kult Matki Bożej z Guadalupe w Polsce
- Parafia Matki Bożej Królowej Meksyku, Laski.
- Parafia Matki Bożej z Guadalupe, Budy Barcząckie[31].
- Parafia Najświętszej Maryi Panny z Guadalupe, Białystok.
- Parafia Najświętszej Maryi Panny z Guadalupe i św. Jana Diego, Żychlin.
- Ośrodek Duszpasterski NMP z Guadalupe i św. Jana Diego, Stare Miasto.
- Zespół i Wspólnota „Guadalupe” z Lublina[32][33].
- Kościół Filialny pw. Matki Bożej z Guadalupe, Nowa Jastrząbka.

## Muzyka o Matce Bożej z Guadalupe
Najbardziej znaną piosenką o Matce Bożej jest piosenka zespołu La Compagnie Créole – Santa Maria de Guadelupe.
Piosenka powstała pod koniec lat osiemdziesiątych XX wieku.